# ままどおる

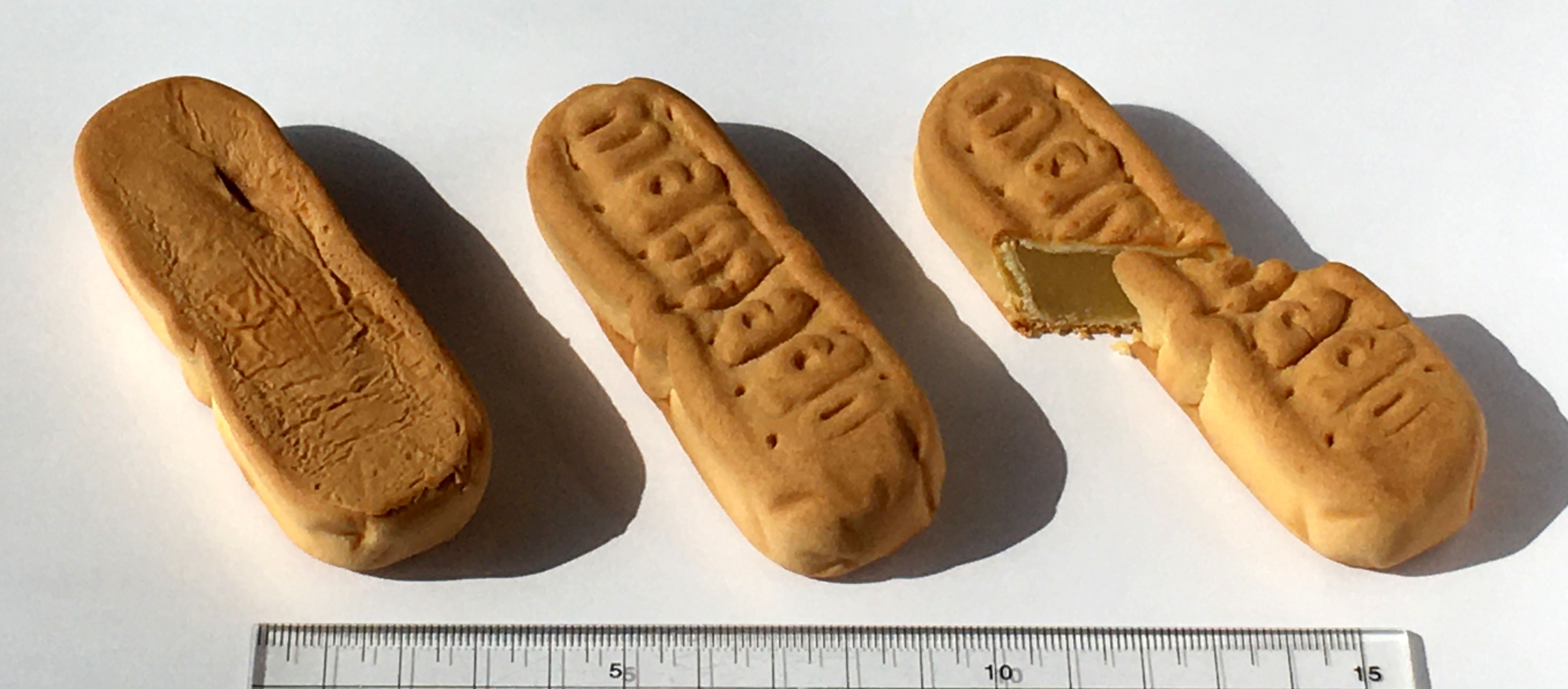

ままどおるは、バターを多く加えたミルク味の餡を生地で包み焼き上げたお菓子。福島県郡山市の菓子メーカー・三万石が製造している。

## 概要
「ままどおる」とはスペイン語で"お乳を飲む人々"の意味。1967年に発売されて以来のロングセラー商品で、黄色味を帯びたパッケージを特徴とする。三万石の代名詞とも称される。発売当時は西洋風菓子が珍しく、評判となった。
購入できる場所が基本的に福島県内、あるいは同県近辺の高速道路内および鉄道駅売店、仙台駅「S-PAL仙台」などに限られているため、福島県民が県外に出向く際の土産品として人気が高い。このほか県外では、東京都内の福島県のアンテナショップ、百貨店の名店街にも三万石が出店しているため購入が可能である。県外にもファンが多く、東京都内のアンテナショップでは常に人気ナンバーワンと紹介されている。
2012年の雑誌記事ではおすすめの東北土産として宮城県の「萩の月」、岩手県の「かもめの玉子」に次いで第3位に選ばれている。

## 関連商品
姉妹品にチョコレート味の「チョコままどおる」があり、10月～5月までの期間限定で販売している。

## 価格
2018年12月1日、原材料のバターや小麦、包装材料などの調達価格上昇のため、「ままどおる」と「チョコままどおる」の価格が1つ80円から100円に、「エキソンパイ」が1つ120円から150円に改定された。1991年以来27年ぶりの値上げとなった。

## CM
CMソングは井上あずみが歌う。また、以前は現在とは別の歌詞が使われていた。